# Dahme/Mark
Dahme/Mark è una città di 4 863 abitanti del Brandeburgo, in Germania. Appartiene al circondario del Teltow-Fläming ed è capoluogo della comunità amministrativa omonima.

## Geografia fisica
Dall'altura di Austemberg, nel quartiere di Schöna-Kolpien, nasce la Dahme.

## Storia
Il 31 dicembre 2001 vennero aggregati alla città di Dahme/Mark i comuni di Buckow, Gebersdorf, Kemlitz e Rosenthal.
Nel 2003 alla città di Dahme/Mark venne aggregato il comune di Niebendorf-Heinsdorf.

## Società

### Evoluzione demografica
- Sviluppo della popolazione dal 1875 entro gli attuali confini (Linea Blu: Popolazione; Linea puntata: Confronto dello sviluppo della popolazione dello Stato del Brandenburgo; Sfondo grigio: Ai tempi del governo nazista; Sfondo rosso: Al tempo del governo comunista)
- Sviluppo recente della popolazione (Linea blu) e previsioni

| Anno | Abitanti |
| ---- | -------- |
| 1875 | 8 674    |
| 1890 | 8 355    |
| 1910 | 8 976    |
| 1925 | 8 303    |
| 1933 | 8 009    |
| 1939 | 7 943    |
| 1946 | 10 840   |
| 1950 | 10 676   |
| 1964 | 8 756    |
| 1971 | 8 608    |

| Anno | Abitanti |
| ---- | -------- |
| 1981 | 7 610    |
| 1985 | 7 427    |
| 1989 | 7 271    |
| 1990 | 7 179    |
| 1991 | 7 036    |
| 1992 | 6 839    |
| 1993 | 6 745    |
| 1994 | 6 698    |
| 1995 | 6 680    |
| 1996 | 6 506    |

| Anno | Abitanti |
| ---- | -------- |
| 1997 | 6 496    |
| 1998 | 6 399    |
| 1999 | 6 279    |
| 2000 | 6 219    |
| 2001 | 6 165    |
| 2002 | 6 147    |
| 2003 | 6 035    |
| 2004 | 5 910    |
| 2005 | 5 790    |
| 2006 | 5 678    |

| Anno | Abitanti |
| ---- | -------- |
| 2007 | 5 583    |
| 2008 | 5 525    |
| 2009 | 5 412    |
| 2010 | 5 376    |
| 2011 | 5 288    |
| 2012 | 5 253    |
| 2013 | 5 194    |

## Geografia antropica
La città di Dahme/Mark è suddivisa nelle frazioni (Ortsteil) di Buckow, Dahme/Mark, Gebersdorf, Kemlitz, Niebendorf-Heinsdorf, Rosenthal, Schöna-Kolpien, Schwebendorf, Sieb, Wahlsdorf e Zagelsdorf.